# 西澤晋
西澤 晋（にしざわ すすむ、1962年7月9日 - ）は、日本の男性アニメーター、アニメ監督。

## アニメーターを目指した経緯
西澤がアニメーターを目指すきっかけは、中学生時代に散髪屋で雑誌を読んだことによる。当時はすでにアニメが好きであり、アニメーターになることを漠然と考えていたが、具体的な方法や目標像を持てていなかった。その雑誌に掲載されていた記事では、漫画家志望者がまずはアニメーターとしてキャリアをスタートさせた事例が紹介されており、それを読んだ西澤は「このくらい描かないといけないのか」と具体的な目標を持ち始めた。
高校在学中、ブームとなっていた『宇宙戦艦ヤマト』の漫画化に取り組んだ。カセットテープに音声を録音し、それを聞きながらノートにマンガ形式で絵を描くという作業を継続した。西澤の通っていた高校は進学校であり、予習が必須であったが、それでもなお時間を捻出して絵を描き続けた。3年時には『ヤマト』漫画化計画完成のために描くペースを上げ、夏休みの大半を費やした。

## 人物
西澤は、アニメーターとして力をつけるためには「1つの絵を丁寧に描くよりも、数をこなすことが重要である」と考えている。サンライズにて演出志望の制作進行者向けに演出講座を開いた際には、「とにかく描け」と指導し、1週間に40ページのペースでリアル系漫画の模写を課した。西澤によれば、わずか2〜3か月程度の期間ではあったが、模写経験がほとんどなかった参加者たちも一定の描画能力を身に付けるに至ったという。
西澤は広角レンズの使用に対して否定的な見解を持っている。その理由として、広角レンズが視聴者の感情移入を妨げる要因になることを挙げている。西澤は、映画やドラマの面白さは「内容の面白さ」と「感情移入」の積で成り立つと考えている。どのようなに優れた内容であっても、視聴者が感情的に没入できなければそれは「他人事」となり、十分な効果を持たないという。西澤によれば、広角レンズによって撮影された画面は、脳内で「ありえない画角」として認識されるという。これは、人間が実際に行動中に目にする視野と、広角レンズによって歪曲された映像との間に不一致が生じるためである。この不自然さが、視聴者を現実感覚から遠ざけ、感情移入を阻害すると説明している。このような考えに基づき、西澤は「現実の引き出し」を持つことを非常に重要視している。視聴者が映画の中でリアル感覚を維持できるよう、日常的な視覚体験に近い映像表現が必要であると考えている。西澤は、現実の視覚感覚を養うために1970年代から1990年代前半までの映画作品、特に木村大作作品の視聴を推奨している。これらの旧来の映画作品では、多くが望遠レンズによって撮影されている。そのため、画面内に消失点が明確に現れるカットは全体の10カットに1つ程度しか含まれていない。西澤は、消失点を意識させない映像表現こそが映画的だと評価しており、そうした技法が自然な感情移入を促すと考えている。

## 参加作品

### テレビアニメ
1983年
- 太陽の牙ダグラム（原画）

1984年
- キャッツ・アイ（第2期、原画）

1986年
- 魔法のスターマジカルエミ（原画）

1987年
- シティーハンター（1987年 - 1988年、原画）
- きまぐれオレンジ☆ロード（1987年 - 1988年、原画）

1988年
- シティーハンター2（作画監督・原画）

1989年
- ルパン三世 バイバイ・リバティー・危機一発!（原画）

1990年
- ルパン三世 ヘミングウェイ・ペーパーの謎（原画）
- アイドル天使ようこそようこ（原画）

1991年
- 緊急発進セイバーキッズ（原画）

1992年
- 超電動ロボ 鉄人28号FX（1992年 - 1993年、絵コンテ・演出・原画）
- ルパン三世 ロシアより愛をこめて（メカデザイン）

1993年
- ルパン三世 ルパン暗殺指令（原画）

1994年
- 魔法騎士レイアース（1994年 - 1995年、原画）

1995年
- ふしぎ遊戯（1995年 - 1996年、絵コンテ・演出・原画）
- バーチャファイター（1995年 - 1996年、絵コンテ・原画）
- 怪盗セイント・テール（1995年 - 1996年、絵コンテ・原画・OP原画）

1996年
- 機動新世紀ガンダムX（絵コンテ）
- ガンバリスト!駿（絵コンテ・演出・原画・OPED原画・動画）
- B'T-X（オープニング作画）

1997年
- 勇者王ガオガイガー（絵コンテ・原画）

1998年
- たこやきマントマン（コンテ）
- DTエイトロン（絵コンテ・演出・原画）
- ヴァイスクロイツ（OP2絵コンテ・OP2演出）
- 南海奇皇（絵コンテ）

1999年
- 星界の紋章 (アニメ)（絵コンテ・原画）
- セラフィムコール（OP絵コンテ・OP演出）

2000年
- ゲートキーパーズ（絵コンテ・演出）
- 星界の断章 -誕生-（原画）
- 星界の戦旗（絵コンテ）
- 妖しのセレス（絵コンテ・演出・レイアウト・原画）
- 学校の怪談（絵コンテ）

2001年
- 犬夜叉（2001年 - 2004年、絵コンテ）
- 星界の戦旗II（絵コンテ）
- あぃまぃみぃ!ストロベリー・エッグ（OP絵コンテ・OP演出・OP原画）
- ヒカルの碁（監督・絵コンテ・演出）

2002年
- OVERMANキングゲイナー（絵コンテ）

2003年
- THE ビッグオー second season（ストーリーボード）
- 高橋留美子劇場（絵コンテ）
- D・N・ANGEL（絵コンテ）
- 機動戦士ガンダムSEED（絵コンテ）

2004年
- 蒼穹のファフナー（絵コンテ）
- 機動戦士ガンダムSEED DESTINY（2004年 - 2005年、絵コンテ）

2005年
- アイシールド21（レイアウト）
- CLUSTER EDGE（絵コンテ）

2006年
- 桜蘭高校ホスト部（レイアウト監修）
- エンジェル・ハート（絵コンテ）
- ZEGAPAIN-ゼーガペイン-（絵コンテ）

2007年
- D.Gray-man（絵コンテ）
- 結界師（絵コンテ）
- MOONLIGHT MILE（2ndシーズン、絵コンテ）

2008年
- ゴルゴ13（2008年 - 2009年、絵コンテ・OP絵コンテ・OP演出・キャラクターデザイン・作画監督・原画）

2010年
- COBRA THE ANIMATION（絵コンテ・作画監督・原画）
- ヨスガノソラ（OP原画）
- 学園黙示録 HIGHSCHOOL OF THE DEAD（原画）
- デュラララ!!（原画）
- 荒川アンダー ザ ブリッジ×ブリッジ（原画）
- テガミバチ REVERSE（絵コンテ・作画監督・原画）
- スーパーロボット大戦OG -ジ・インスペクター-（画コンテ・原画）
- とある魔術の禁書目録II（原画）

2011年
- ウルヴァリン（原画）
- 電波女と青春男（原画）
- 神様ドォルズ（絵コンテ）
- ちはやふる（原画）
- FAIRY TAIL（絵コンテ）

2012年
- ルパン三世 東方見聞録 〜アナザーページ〜（演出・原画）
- 獣旋バトル モンスーノ（絵コンテ）
- ジョジョの奇妙な冒険（原画）

2013年
- 宇宙戦艦ヤマト2199（原画）
- 革命機ヴァルヴレイヴ（絵コンテ）
- 戦姫絶唱シンフォギアGX（絵コンテ）
- 探検ドリランド -1000年の真宝-（絵コンテ）

2014年
- ハマトラ（絵コンテ）
- ノブナガ・ザ・フール（絵コンテ）
- エスカ&ロジーのアトリエ 〜黄昏の空の錬金術士〜（絵コンテ）
- 健全ロボ ダイミダラー（絵コンテ）
- M3〜ソノ黒キ鋼〜（絵コンテ）
- 精霊使いの剣舞（絵コンテ）
- 魔弾の王と戦姫（絵コンテ・原画・OP原画）
- RAIL WARS!（絵コンテ）
- 失われた未来を求めて（コンテ）
- 繰繰れ!コックリさん（絵コンテ）
- DRAMAtical Murder（絵コンテ）

2015年
- 今、ふたりの道（監督・脚本・絵コンテ・演出）
- クロスアンジュ 天使と竜の輪舞（絵コンテ）
- アクエリオンロゴス（絵コンテ）
- Classroom☆Crisis（絵コンテ）
- 機動戦士ガンダム 鉄血のオルフェンズ（2015年 - 2016年、絵コンテ）

2016年
- 少女たちは荒野を目指す（絵コンテ）
- ジョジョの奇妙な冒険 ダイヤモンドは砕けない（絵コンテ）
- マクロスΔ（絵コンテ）
- 機動戦士ガンダムUC RE:0096（絵コンテ）
- 機動戦士ガンダム 鉄血のオルフェンズ（2016年 - 2017年、絵コンテ）
- ナンバカ（2016年 - 2017年、絵コンテ）

2017年
- 王室教師ハイネ（原画）
- 霊剣山 叡智への資格 （監督・シリーズ構成・脚本・絵コンテ・演出・原画・エンディングアニメーション）
- Just Because!（絵コンテ）
- 戦姫絶唱シンフォギアAXZ（絵コンテ）
- Dies irae（絵コンテ）
- Fate/Apocrypha（絵コンテ）

2018年
- ガンダムビルドダイバーズ（絵コンテ）
- グラゼニ（絵コンテ）
- 伊藤潤二『コレクション』（絵コンテ）
- 七つの大罪 戒めの復活（絵コンテ）
- 悪偶 -天才人形-（絵コンテ）
- DOUBLE DECKER! ダグ&キリル（絵コンテ）
- あかねさす少女（絵コンテ）
- ソードアート・オンライン アリシゼーション（絵コンテ）

2019年
- ガーリー・エアフォース（絵コンテ）
- フルーツバスケット 1st season（絵コンテ）
- 真夜中のオカルト公務員（絵コンテ）
- 七つの大罪 神々の逆鱗（2019年 - 2020年、監督・絵コンテ）

2020年
- 魔術士オーフェンはぐれ旅（絵コンテ）

2021年
- 七つの大罪 憤怒の審判（監督・絵コンテ）

2022年
- ビルディバイド -#FFFFFF-（絵コンテ）
- 不滅のあなたへ Season2（OP原画）
- 機動戦士ガンダム 水星の魔女（2022年 - 2023年、絵コンテ）
- 陰の実力者になりたくて!（絵コンテ）

2023年
- ゴブリンスレイヤーII（絵コンテ）

2024年
- マッシュル-MASHLE- 神覚者候補選抜試験編（絵コンテ）
- 百千さん家のあやかし王子（絵コンテ）
- SYNDUALITY Noir（絵コンテ）
- 怪獣8号（絵コンテ・原画）
- Re:ゼロから始める異世界生活 3rd season（2024年 - 2025年、絵コンテ）
- BLEACH 千年血戦篇-相剋譚-（絵コンテ）

2025年
- UniteUp! -Uni:Birth-（絵コンテ）
- SAKAMOTO DAYS（絵コンテ）
- ロックは淑女の嗜みでして（絵コンテ）
- 俺は星間国家の悪徳領主!（絵コンテ）
- 彼女、お借りします（絵コンテ）

### 劇場アニメ
1991年
- 機動戦士ガンダムF91（原画）

1996年
- ルパン三世 DEAD OR ALIVE（原画）

1999年
- め組の大吾 火事場のバカヤロー（監督）

2001年
- 犬夜叉 時代を越える想い（原画）

2002年
- 犬夜叉 鏡の中の夢幻城（絵コンテ・演出・原画）
-  ;WXIII 機動警察パトレイバー（原画）

2003年
- 犬夜叉 天下覇道の剣（絵コンテ・演出・原画）

2010年
- 劇場版 NARUTO -ナルト- 疾風伝 ザ・ロストタワー（原画）

2011年
- 劇場版 マクロスF 恋離飛翼 〜サヨナラノツバサ〜（原画）

2012年
- ベルセルク 黄金時代篇（原画）

2013年
- 劇場版 銀魂 完結篇 万事屋よ永遠なれ（絵コンテ）
- ルパン三世VS名探偵コナン THE MOVIE（演出・原画）

2014年
- はしれ!わくわくアンパンマングランプリ（原画）

2015年
- 劇場版 弱虫ペダル（絵コンテ）

2016年
- ゼーガペインADP（絵コンテ）

2024年
- 名探偵コナン 100万ドルの五稜星（絵コンテ）

### OVA
1986年
- アモン・サーガ（作画監督）
- カリフォルニア・クライシス 追撃の銃火（原画）
- アイ・シティ（原画）
- 魔法のスターマジカルエミ 蝉時雨（原画）
- アーバンスクウェア 琥珀の追撃（原画）
- バリバリ伝説（原画）

1987年
- ウルトラマンUSA（原画）
- デジタル・デビル物語 女神転生（原画）
- 魔境外伝レディウス（原画）

1988年
- 戦国奇譚 妖刀伝（原画）

1989年
- ドッグソルジャー DOG SOLDIER:SHADOWS OF THE PAST（原画）
- バオー来訪者（原画）

1990年
- エースをねらえ! ファイナルステージ（原画）
- 魔獣戦線（原画）

1993年
- 機神兵団（原画）

1994年
- マップス（1994年 - 1995年、監督・絵コンテ・演出・原画）

1996年
- ふしぎ遊戯（原画）

1997年
- ふしぎ遊戯 第二部（原画）

2001年
- マジンカイザー（原画）

2006年
- 機動戦士ガンダムSEED C.E.73 STARGAZER（監督・脚本・絵コンテ・演出・原画）

2010年
- 機動戦士ガンダムUC（原画）

2011年
- ノラゲキ!（原画）

2012年
- HELLSING（絵コンテ）

2014年
- 無邪気の楽園（絵コンテ）

### Webアニメ
2017年
- ガンダムビルドファイターズ GMの逆襲（絵コンテ）
- ガンダムビルドファイターズ バトローグ（絵コンテ）

2018年
- 異世界居酒屋〜古都アイテーリアの居酒屋のぶ〜（絵コンテ）

2020年
- ガンダムビルドダイバーズRe:RISE（絵コンテ）

2022年
- TIGER & BUNNY 2（絵コンテ）

2023年
- 境界戦機 極鋼ノ装鬼（絵コンテ）
- 陰陽師（絵コンテ）
- グッド・ナイト・ワールド（絵コンテ）

## 著書
- 『リアルなキャラクターを描くためのデッサン講座』（漫画の教科書シリーズ）誠文堂新光社、2009年、ISBN 978-4-416-60925-5。
- 『増補改訂 リアルなキャラクターを描くためのデッサン講座』（描きテク!）誠文堂新光社、2022年、ISBN 978-4-416-52274-5。